# 마이사 시우바
마이사 시우바(Maisa Silva, 2002년 5월 22일 ~ )는 브라질의 텔레비전 진행자, 배우, 가수이다.

## 음반 목록

### 정규 음반
- Tudo Que Me Vem Na Cabeça (2009)

### EP
- Eu Cresci! (2014)